# Entremont-le-Vieux
Entremont-le-Vieux är en kommun i departementet Savoie i regionen Auvergne-Rhône-Alpes i sydöstra Frankrike. Kommunen ligger i kantonen Les Échelles som tillhör arrondissementet Chambéry. År 2022 hade Entremont-le-Vieux 646 invånare.

## Befolkningsutveckling
Antalet invånare i kommunen Entremont-le-Vieux
| Referens: INSEE |